# ハバロフスクI駅
ハバロフスクI駅 (ハバロフスクいちえき、ロシア語:Вокзал Хабаровск-1) は、ロシア連邦ハバロフスク地方ハバロフスクの中心駅にあたる、ロシア鉄道の駅。単に「ハバロフスク駅」といった場合、当駅を指す。 
本項では、近接するハバロフスク市電の鉄道駅電停（ロシア語: Железнодорожный вокзал）についても記述する。

## 概要

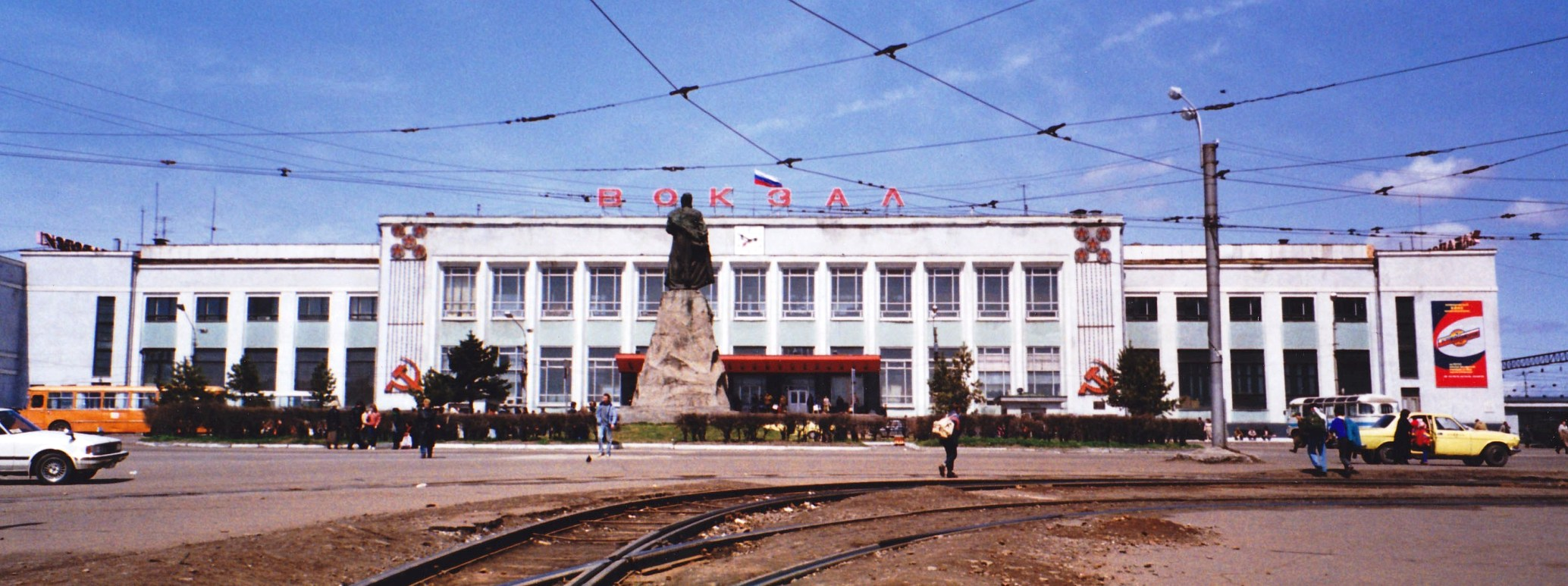
旧ハバロフスク1駅。1992年5月4日撮影。拡大すると時計の短針が2本あるのがわかる。

1897年の開業時の駅舎は木造平屋の小規模な建物であった。この駅舎は1921年に全焼してしまったため、ネオロシア様式の駅舎が1926年に建てられた。しかし、この駅舎も増加する利用者に対応できなくなり、1966年、2階建てのロシア構成主義の駅舎に建て替えられた。2000年から2007年にかけて、大規模な駅舎の改修工事が行われ、3階が増築され、ロシアモダン様式の外観に生まれ変わった。
駅舎の時計の短針は、かつて赤いモスクワ時間のものと黒い現地時間（ウラジオストク時間）の2本ついていたが、2008年のハバロフスク市建設150周年に合わせた駅舎の修復（2007年完成）後に現地時間の1本のみになってしまった。
当駅にはシベリア鉄道のロシア号などの長距離列車及びエレクトリーチカの近距離電車が停車する。なお、エレクトリーチカは全列車が当駅を始・終着駅としており、当駅を途中駅として運行されることは無い。

### 主な行き先
ロシア鉄道
シベリア鉄道
上り（モスクワ）方面
ヴォロチャーエフカ駅 - エレクトリーチカ
ビロビジャン駅 - エロフェイ・ハバロフ号、エレクトリーチカ
オブルチエ - エレクトリーチカ
ノヴォシビルスク駅 - 7列車
ヤロスラフスキー駅（モスクワ） - ロシア号（1列車）
コムソモリスク・ナ・アムーレ駅 - 青年（Юность）号
下り（ウラジオストク）方面 
ヴャーゼムスキー - エレクトリーチカ
ビキン - エレクトリーチカ
ウラジオストク駅 - オケアン号（6列車。当駅始発）、ロシア号（2列車）、8列車
チホオケアンスカヤ駅（ナホトカ） - ヴォストーク号（当駅始発）
ハルビン駅（中華人民共和国） - 24列車（当駅始発、現在は運行実績なく事実上廃止状態）

## 駅構造

### ロシア鉄道
4面6線を有する地上駅。ホームは全て低床式。互いのホームは線路上を直接渡って行き来することができる。ホーム北側に操車場がある。
駅舎は南側にあり、単式ホームに隣接している。駅舎を介さずとも駅舎北側の抜け道からホームに入ることができる。駅北側へは駅舎西側にある跨線橋を介して行くことができる。

### ハバロフスク市電
当電停折り返しの系統（1系統・2系統・5系統）はループ線上に停車し、列車はホームで折り返さず、車両の進行方向を転換させることなく停車・出発する。
ラゾ通り方面まで直通する系統（6系統）はループ線上から西側に伸びた線路上に停車する。

## 駅周辺
- ハバロフ広場 - 駅の西側にある駅前広場で、エロフェイ・ハバロフ像がある。また、すぐ近くにはトラム（ハバロフスク市電）の乗降場があるほか、ハバロフスク空港へのトロリーバス2号線（土日運休）の乗り場もある[2]。
- アムールスキー大通り - ハバロフ広場からアムール川を見下ろす崖（ウチョース）のある公園まで達する並木通り
- ハバロフスク中央市場
- ハバロフスク日本センター
- ハバロフスク市役所
- 教育大学
- レーニン広場
- ディナモ公園 - レーニン広場から東へ5分。姉妹都市の記念碑がある。
- 極東国立医科大学（ロシア語版） - レーニン広場の隣り。

## 隣の駅
ロシア鉄道
シベリア鉄道本線
ロシア号、007・008列車
ビロビジャンI駅 - ハバロフスクI駅 - ヴャーゼムスカヤ駅
オケアン号（005・006列車）
ハバロフスクI駅 - ヴャーゼムスカヤ駅
035Э列車
イン駅 - ハバロフスクI駅
099Э列車
イン駅 - ハバロフスクI駅 - ヴャーゼムスカヤ駅
100Щ・100Э列車
イン駅 - ハバロフスクI駅 - ヴェリノ駅
114Э列車
ハバロフスクI駅 - ヴェリノ駅
325Ж列車
プリアムールスカヤ駅 - ハバロフスクI駅
351Э・351Й列車
ヴォロチャーエフカII駅 - ハバロフスクI駅 - ヴェリノ駅
663Э列車
ヴォロチャーエフカI駅 - ハバロフスクI駅
青年号（667Э列車）
ヴォロチャーエフカII駅 - ハバロフスクI駅
エレクトリーチカ（モスクワ方面）
セヴェルナヤ駅 - ハバロフスクI駅
エレクトリーチカ（ウラジオストク方面）
ハバロフスクI駅 - シュヴェイナヤ・ファブリカ駅
ハバロフスク市電
1系統・2系統・5系統
鉄道駅電停 - ディコポルツェヴァ通り電停
6系統
セリシェヴァ通り電停 - 鉄道駅電停 - ディコポルツェヴァ通り電停